# John Coltrane
John William Coltrane (23 de setembro de 1926 — 17 de julho de 1967) foi um saxofonista e compositor de jazz norte-americano, habitualmente considerado pela crítica especializada como o maior sax tenor do jazz e um dos mais importantes jazzistas e compositores deste gênero de todos os tempos. Sua influência no mundo da música ultrapassa os limites do jazz, indo desde o rock até a música erudita.
Atuou principalmente durante as décadas de 1950 e 1960. Embora tocasse antes de 1955, seus principais anos foram entre 1955 e 1967, durante os quais reformulou o jazz e influenciou gerações de outros músicos. As gravações de Coltrane foram prolíficas: ele lançou cerca de 50 gravações como líder nestes doze anos, e apareceu em outras tantas lideradas por outros músicos. Através de sua carreira, a música de Coltrane foi tomando progressivamente uma dimensão espiritual que iria consagrar seu legado musical.
Junto com os saxofonistas tenores Coleman Hawkins, Lester Young e Sonny Rollins, Coltrane mudou as perspectivas de seu instrumento. Coltrane recebeu uma citação especial do Prémio Pulitzer de Música em 2007, por sua "perita improvisação, musicalidade suprema e um dos ícones centrais na história do jazz".

## Biografia

### Infância e adolescência
Filho de John Robert Coltrane e de Alice Blair Coltrane, John William Coltrane nasceu em 23 de setembro de 1926 em Hamlet, na Carolina do Norte. Com apenas dois meses de idade se muda com a família para High Point (também na Carolina do Norte), após a nomeação de seu avô, o Reverendo William Blair, para a Igreja Metodista Africana Episcopal de Sião. John cresceu no meio de uma família de músicos: seu pai, que era alfaiate, tocava violino e ukulele, e sua mãe cantava no coro da igreja.
Em 1939, aos treze anos de idade e após terminar o ano primário, perde seu pai, seu tio e seus avós em um intervalo de um mês, restando somente ele, sua mãe, sua tia e primo. Logo sua mãe começou a trabalhar como doméstica para sustentar a família, enquanto ele terminava o ano secundário.
Na banda da escola ele aprende primeiramente a tocar clarinete, mas decide largar este instrumento pois se interessou mais pelo saxofone alto, depois de ouvir o saxofonista Johnny Hodges com a banda de Duke Ellington no rádio. Suas influências musicais naquela época foram o saxofonista tenor Lester Young e Count Basie e sua banda.
Durante a Segunda Grande Guerra, sua mãe, sua tia e seu primo se mudam para Filadélfia, em busca de trabalho, deixando-o com amigos da família. Após ter terminado o ano escolar, ele se muda também para Filadélfia em junho de 1943, arranjando emprego em uma refinaria de açúcar. Por um ano, ele frequenta a Ornstein School of Music e estuda no Granoff Studios, além de começar a tocar em alguns bares.

### Início da carreira musical

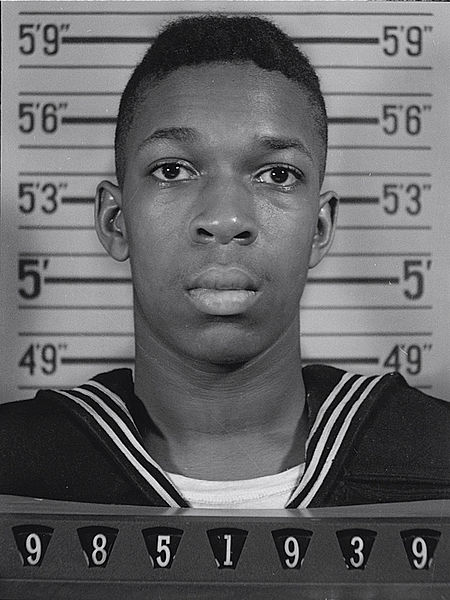
Retrato de John Coltrane em alistamento na reserva naval dos Estados Unidos.

Em 1945, Coltrane entra para a Marinha dos Estados Unidos, sendo designado para uma base no Havaí e destacado para a banda militar a tocar clarinete em um grupo chamado Melody Makers. Lá, grava com um quarteto de marinheiros em 13 de julho de 1946. Uma performance da música "Hot House", do compositor Tadd Dameron, foi lançada em 1993 pela antologia da Rhino Records: The Last Giant.
Coltrane não chegou a entrar em combate. Após voltar do Havaí, em 1946, começa a tocar em diversos pequenos bares e clubes ao redor da Filadélfia. Nessa época ele adquire vício por heroína e álcool. No verão de 1946, entra para o grupo de Joe Webb e depois para a King Kolax Band, com o saxofonista Charlie Parker. É dito que seria nesse grupo que ele decide trocar o saxofone alto pelo tenor, visto que Parker, que tocava saxofone alto, já havia "esgotado" as possibilidades desse instrumento.
Na metade de 1948, entra para a Jimmy Heats Band, que em 1949 passaria a se chamar Howard McGhee All Stars. No mesmo ano Coltrane recebe o convite de Dizzy Gillespie para tocar saxofone alto em sua big band, realizando em 21 de novembro sua primeira gravação com o grupo. A banda acabou em maio de 1950, mas Coltrane continuou tocando com um grupo menor de Gillespie até maio de 1951. No dia 1 de março, ele faz seu primeiro solo em uma gravação, na música "We Love to Boogie" do grupo de Gillespie. Ele toca com o grupo de Earl Bostic em 1952, e depois vai para o de Johnny Hodges em 1954, mas em setembro do mesmo ano é expulso devido a seu vício em heroína.

### Ascensão
No verão de 1955, Coltrane recebe um telefonema do trompetista Miles Davis, convidando-o a juntar-se a um grupo que ele estava formando. Miles Davis tinha se recuperado de seu vício em heroína, e voltado à atividade depois de uma apresentação no Festival de Jazz de Newport em julho de 1955, conseguindo assim um contrato com a Columbia Records e uma oportunidade de formar um grupo. Esse mesmo grupo contaria ainda com o pianista Red Garland, o baixista Paul Chambers e o baterista Philly Joe Jones, sendo conhecido como o Miles Davis Quintet. Com Miles, Coltrane finalmente se estabeleceria como um importante músico de jazz.
A primeira gravação do quinteto foi feita em outubro de 1955, mesmo mês em que Coltrane se casou com Naima Grubbs. O grupo gravou primeiramente o álbum The New Miles Davis Quintet em 16 de novembro de 1955. Já em maio de 1956, em sessões de dois dias para cumprir um contrato com o selo Prestige Records, gravou os discos: Cookin' with the Miles Davis Quintet (lançado em 1957), Relaxin' with the Miles Davis Quintet (lançado também em 1957), Workin' with the Miles Davis Quintet (lançado em 1958) e Steamin' with the Miles Davis Quintet (lançado em 1961), além do álbum 'Round About Midnight em outubro de 1956 pela Columbia Records.
No verão de 1956, Coltrane empreende uma tentativa frustrada de se livrar do seu vício em drogas. É demitido por Miles em outubro, mas volta no mês seguinte. No começo de 1957, Coltrane assina com a Prestige, mas continua gravando como sideman para outros selos. Em abril de 1957, é forçado a parar de tocar devido a seus problemas com drogas. Miles substitui-lo-ia por Sonny Rollins.

### O líder
Em 31 de maio de 1957 fez a sua primeira gravação como líder. O grupo era formado pelo trompetista Johnny Splawn, o saxofonista barítono Sahib Shihab, o pianista Mal Waldron (ou Red Garland em algumas faixas), o baixista Paul Chambers e o baterista Al "Tootie" Heath. O álbum foi lançado em setembro de 1957. Chamado simplesmente de Coltrane, seria conhecido mais tarde como First Trane. Em junho do mesmo ano, tocaria brevemente com o quarteto de Thelonious Monk num clube chamado Five Spot em Nova Iorque. Junto com eles, o grupo contava com Wilbur Ware no baixo e Shadow Wilson na bateria. Monk e Coltrane lançam quatro discos: Thelonious Himself (lançado em 12 de abril de 1957); Thelonious Monk With John Coltrane (em 16 de abril); Monk's Music (em 26 de junho) e Live At The Five Spot: Discovery!.
Durante este período, Coltrane desenvolve uma técnica que se baseava em várias notas rápidas tocadas em legato, que tornariam seus solos mais longos. Essa técnica se tornaria uma de suas marcas registradas. Mais tarde, em 16 de outubro de 1958, o crítico musical Ira Gitler, da revista especializada em jazz Down Beat, cunharia a expressão "sheets of sound" ("camadas de sons", em português) para caracterizar essa técnica.
Em agosto de 1957, ele gravou algumas faixas para os álbuns que seriam lançados mais tarde pela Prestige, como Lush Life (1960), Last Trane (1965) e John Coltrane With the Red Garland Trio, conhecido também como Traneing In. Seu próximo álbum, gravado em 15 de setembro de 1957 para o selo Blue Note, seria Blue Train. O álbum contava com o trompetista Lee Morgan, o trombonista Curtis Feller, o pianista Kenny Drew, além de outros dois músicos vindos do quinteto de Miles Davis, o baixista Paul Chambers e o baterista "Philly" Joe Jones. Foi lançado em dezembro de 1957, com composições inteiramente de sua autoria (com exceção de "I'm Old Fashioned", um standard de Jerome Kern e Johnny Mercer). Durante uma entrevista em 1960, Coltrane o descreveu como seu álbum favorito ("este ou Soultrane").

### De volta ao quinteto
Em janeiro de 1958, Coltrane volta ao grupo de Miles Davis (ora sexteto ou quinteto) permanecendo nele até abril de 1960, quando sairia para formar seu próprio grupo. Com este grupo basicamente é gravado, entre outros, os álbuns Milestones (fevereiro e março de 1958), 58 Miles (26 de maio e 9 de setembro), Porgy and Bess (22 e 29 de julho, 4 e 18 de agosto). Lateralmente, Coltrane grava faixas para a Prestige que seriam incluídas nos álbuns Lush Life, The Last Trane e The Believer. Entre fevereiro e março, enquanto gravava Milestones com o sexteto de Miles Davis, Coltrane lança em setembro de 1958 o álbum solo Soultrane pela Prestige Records. Além disso, grava faixas que mais tarde entrariam nos álbuns Black Pearls e na coleção da Prestige Settin' the Pace.
No Festival de Jazz de Newport em 4 de julho de 1958, o sexteto de Miles Davis faz uma apresentação que mais tarde, em 1963, seria lançada no álbum Miles & Monk at Newport. Outras faixas desta performance seriam lançadas no álbum Miles & Coltrane.
Coltrane grava mais sessões para o selo Prestige em julho de 1958, que apareceriam nos álbuns Standard Coltrane (1962), Stardust (1963) e Bahia (1965). Em dezembro, grava mais algumas sessões também lançadas nos álbuns Stardust, Bahia e The Believer. Assim, ele cumpre seu contrato com o selo, assinando mais tarde com a Atlantic Records. Em 15 de janeiro de 1959, ele faz sua primeira gravação para o novo selo com o vibrafonista Milt Jackson, lançado no álbum Bags and Trane em 1961.

### Kind of Blue
Em março e abril de 1959, Coltrane grava com o grupo de Miles Davis o álbum Kind of Blue, lançado em 17 de agosto de 1959. O álbum todo foi composto baseado em escalas modais, em que cada integrante recebia um grupo de escalas que definiam os parâmetros da improvisação. O modo de apresentação entrou em contraste com o estilo de composição do jazz tradicional, que se baseava em partituras completas, com progressões de acordes ou séries harmônicas. Kind of Blue é considerado como um dos álbuns mais influentes do jazz, alcançando um elevado número de vendas.
Entre as sessões deste álbum, Coltrane começa a gravar para a Atlantic Records o álbum solo Giant Steps lançado em 1960. Este álbum é o primeiro com todas as composições de sua autoria, apresentando um novo conceito de uso harmônico conhecido mais tarde como "Coltrane changes" ("mudanças Coltrane" em português), que consistiam em substituições de progressões harmônicas. Este álbum é considerado seu último álbum de bebop, passando mais tarde a explorar o jazz modal. Muitas faixas deste álbum tornaram-se standards, como "Naima", "Giant Steps", "Cousin Mary", "Countdown", e "Mr. P.C.".

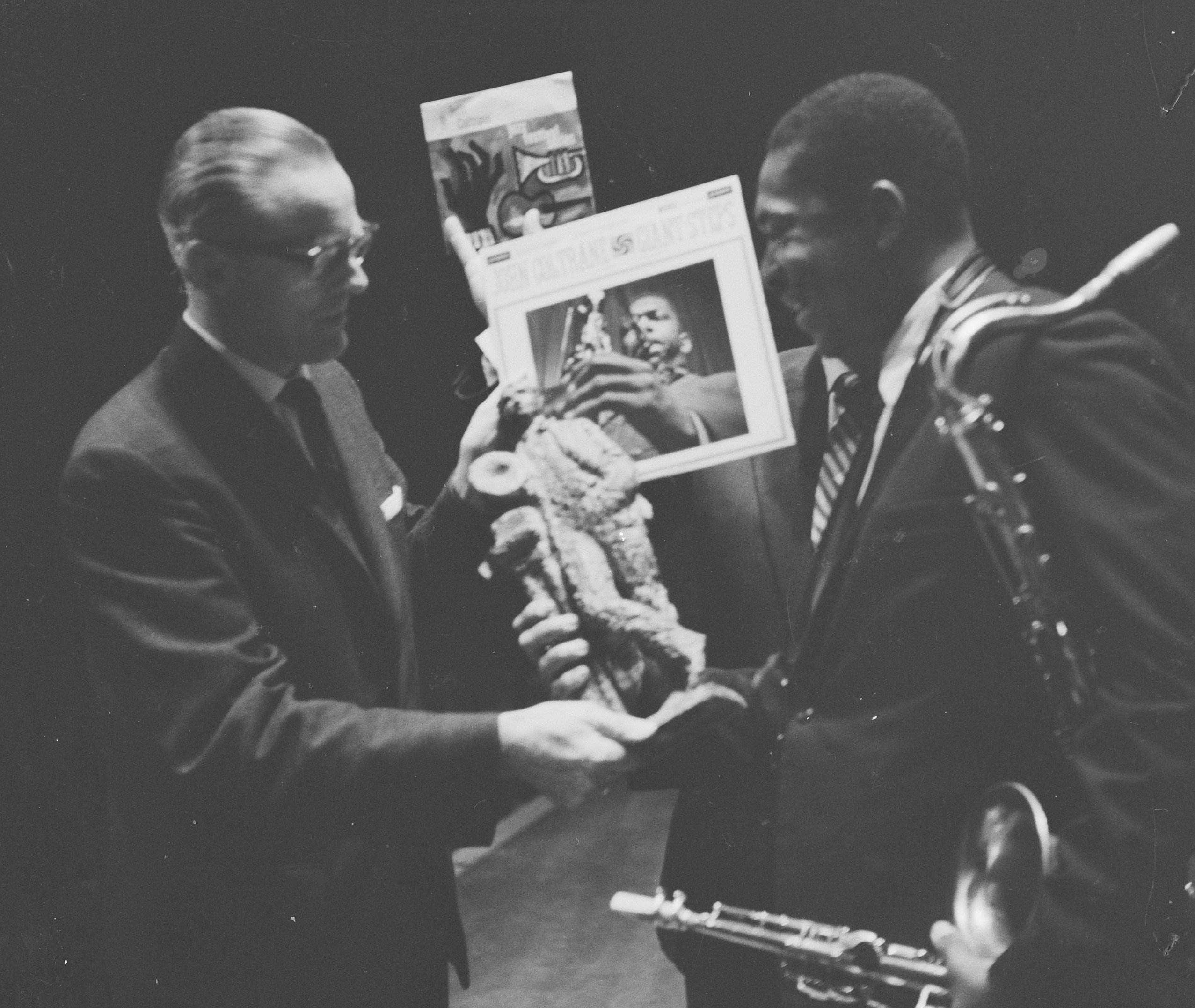
John Coltrane recebendo o Edison Awards pelo seu álbum Giant Steps em Amsterdam (1961).

 Em abril de 1960 deixa o grupo de Miles Davis para seguir carreira solo. A primeira formação do seu grupo contava com Steve Kuhn, no piano, Steve Davis, no baixo e Pete La Roca, o baterista. Nessa época, ele começa a tocar gradualmente o saxofone soprano assim como o tenor. Seu interesse pelo soprano começou pela admiração que tinha por Sidney Bechet, e os trabalhos de seu contemporâneo Steve Lacy.
Em outubro, ele grava sessões que seriam usadas nos álbuns Coltrane Jazz, Coltrane Plays the Blues, Coltrane's Sound e My Favorite Things para a Atlantic Records. Este último, um marco em sua carreira.

### My Favorite Things
My Favorite Things foi gravado entre 21 e 26 de outubro de 1960. O grupo era formado por um quarteto, com John Coltrane (saxofone), McCoy Tyner (piano), Elvin Jones (bateria) e Steve Davis (baixo). Um álbum em que Coltrane introduz revisitações harmônicas mais complexas de músicas como "My Favorite Things" (uma valsa de Richard Rodgers & Oscar Hammerstein), e "But Not For Me" (de George Gershwin). Em uma época em que o saxofone soprano se tornava obsoleto, Coltrane demonstrou com ele uma inventiva habilidade para o idioma do jazz.
Seu último álbum para a Atlantic é Olé Coltrane, gravado em maio de 1961. Depois ele assinaria com a Impulse! Records gravando Africa/Brass.
Geralmente, é dito que o motivo por Coltrane ter assinado com o selo Impulse! seria que assim ele poderia trabalhar com o engenheiro de som Rudy Van Gelder novamente, o qual tinha trabalhado com Miles Davis nas sessões para a Prestige Records, assim como para seu álbum Blue Train. Seria no novo estúdio de Van Gelder em Englewood Cliffs, Nova Jerséi, que Coltrane gravaria muitos dos seus discos para o selo.
No começo de 1961, o baixista Steve Davis seria substituído por Reggie Workman, enquanto ingressava também no grupo o saxofonista Eric Dolphy. O quinteto tocou no clube de jazz Village Vanguard em novembro de 1961, o qual lançaria essa gravação no álbum Live at the Village Vanguard, um LP com uma improvisação de 16 minutos da música "Chasin' the Trane". Apresentando em sua maioria músicas experimentais, influenciadas por ragas indianas, os recentes desenvolvimentos do jazz modal e o nascente movimento do free jazz. Os saxofonistas Sun Ra e John Gilmore foram uma de suas principais influências; uma das canções de vanguarda mais celebradas naquela época, "Chasin' the Trane" foi fortemente influenciada pela música de Gilmore.

### The New Thing
Durante este período, críticos da época dividiram suas opiniões em relação a Coltrane, que havia mudado radicalmente seu estilo. O público também ficara perplexo; na França, ele foi vaiado durante sua turnê final com Miles Davis. Em 1961, a revista especializada Down Beat citou Coltrane junto com Eric Dolphy, como tocadores do "Anti-Jazz" em um artigo que confundiu e angustiou os músicos. Coltrane admitiu que muitos dos seus solos de antigamente eram baseados mais em ideias técnicas. Além disso, o estilo de Dolphy o levou a ganhar a reputação de títere do movimento chamado New Thing (em português 'Coisa Nova'), estilo também conhecido como "Free Jazz" e "Avant-Garde", liderado por Ornette Coleman - que também foi denegrido por alguns músicos de jazz (incluindo o antigo chefe de Coltrane, Miles Davis) entre alguns críticos. Mas como o estilo de Coltrane estava se desenvolvendo, sua determinação era fazer de cada performance "uma única expressão", como ele mesmo disse sobre sua música, em uma entrevista em 1966.
Em 1962, Dolphy sai, e Jimmy Garrison substitui no baixo Reggie Workman. Estava formado o "quarteto clássico", como seria chamado com Tyner, Garrison, Jones e Coltrane. Coltrane estava mudando seu estilo em direção a um mais harmônico, permitindo-o expandir suas improvisações rítmicas, melódicas e motivacionais. A complexidade harmônica ainda estava presente, mas no palco Coltrane continuava apresentando principalmente seus standards clássicos como: "Impressions", "My Favorite Things" e "I Want to Talk about You."
A desaprovação ao quinteto com Dolphy teve certo impacto em Coltrane. Em contraste ao radicalismo de Coltrane em 1961 no Village Vanguard, seus álbuns de estúdio em 1962 e 1963 (com exceção de Coltrane, em que tocou uma versão pesada da música "Out of this World" de Harold Arlen) foram muito mais conservadores e acessíveis. Ele gravou álbuns de baladas e contou com colaborações de Duke Ellington no álbum Duke Ellington and John Coltrane e com o cantor Johnny Hartman no álbum John Coltrane and Johnny Hartman. A compilação da Impulse Coltrane for Lovers é também parecida com estes outros dois álbuns. O álbum Ballads é emblemático pela versatilidade de Coltrane, por como o quarteto despejou uma nova luz sobre standards antigos como "It's Easy to Remember." Apesar de uma aproximação mais refinada no estúdio, em apresentações o quarteto continuou a balancear standards com suas próprias explorações e desafios musicais, como pode ser visto no álbum Impressions (1963) (duas longas sessões incluindo a faixa título, além de "Dear Old Stockholm", "After the Rain" e um blues), Coltrane at Newport (onde ele toca "My Favorite Things") e Live at Birland ambos de 1963. Coltrane mais tarde disse que ele divertiu-se tendo um "catálogo balanceado".
O álbum Crescent que foi lançado em 1964, conseguiu balancear o jazz tradicional com o estilo livre de Coltrane, sendo bem recebido pela crítica. O mesmo ocorreu com A Love Supreme, gravado em dezembro de 1964.

### A Love Supreme

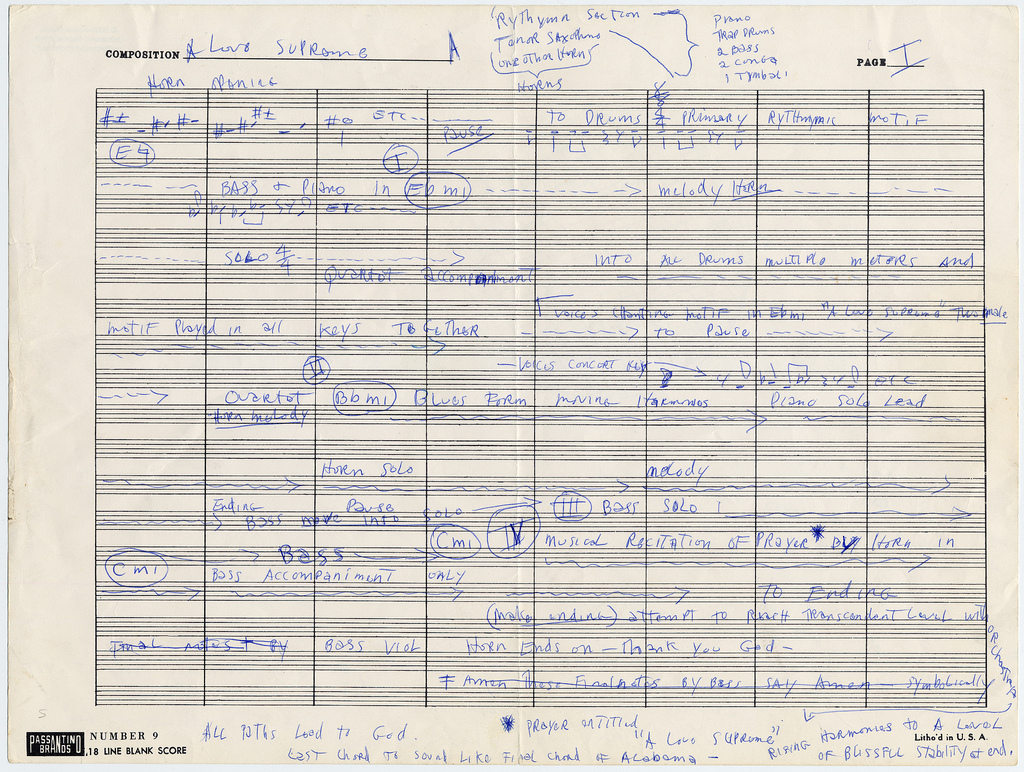
Partituras manuscritas de John Coltrane para a suite religiosa de A Love Supreme.

Esse disco, considerado sua magnum opus, é uma ode à sua fé no amor e em Deus (não necessariamente o Deus cristão - na capa do disco Meditations ele diz "Eu acredito em todas as religiões"). Este interesse espiritual iria caracterizar muito a forma de tocar e compor de Coltrane a partir de então, como pode ser visto em álbuns como Ascension, Om e Meditations. O quarto movimento de A Love Supreme, "Psalm", é, de fato, um arranjo baseado em um poema feito para Deus por Coltrane e impresso no álbum. Coltrane toca quase exatamente cada nota para cada sílaba do poema, baseando suas frases nas palavras.
O álbum foi um sucesso comercial pelos standards de jazz, englobando a energia interna e externa do quarteto. Crescent, gravado poucos meses antes, mostrava a audácia e harmonia entre os músicos. O álbum foi composto na casa de Coltrane em Dix Hills.
O quarteto só tocou A Love Supreme uma vez ao vivo - em julho de 1965, em um show em Antibes na França. Já então a música de Coltrane havia evoluído, e a performance oferece um interessante contraste com a original.

### O jazzavant-gardee seu segundo quarteto
No final dessa época, Coltrane mostrou um crescente interesse pelo avant-garde jazz promovido por Ornette Coleman, Albert Ayler e Sun Ra, entre outros. Ele foi especialmente influenciado pela dissonância do trio de Ayler com o baixista Gary Peacock e o baterista Sunny Murray. Coltrane encorajou muitos jovens músicos de free jazz (como Archie Shepp), tornando-se um líder do free jazz para o selo Impulse!.
Após gravar A Love Supreme, o estilo apocalíptico de Ayler influenciou a música de Coltrane. Na primeira metade do ano de 1965, as gravações do quarteto mostravam uma crescente abstração da forma de tocar, incorporando novos modelos como a multifonia, a utilização de overtones e tocando em um registro altíssimo, assim como um diferente estilo de seu método sheets of sound. No estúdio, ele abandonou o soprano para se concentrar no saxofone tenor, tocando com o quarteto com crescente liberdade. A evolução do grupo pode ser traçada através dos álbuns The John Coltrane Quartet Plays, Living Space, Transition (junho de 1965), New Thing at Newport (julho de 1965), Sun Ship (agosto de 1965) e First Meditations (setembro de 1965).
Em junho de 1965 entra no estúdio de Van Gelder com outros dez músicos (incluindo Shepp, Pharoah Sanders, Freddie Hubbard, Marion Brown e John Tchicai) para gravar Ascension, uma peça de 40 minutos de duração que apresentava solos ousados por jovens músicos do avant-garde (assim como Coltrane). Após gravar com o quarteto nos meses seguintes, Coltrane convida Pharoah Sanders a se juntar a seu grupo em setembro de 1965.
Sanders era um dos saxofonistas mais virtuosos de sua época. Enquanto Coltrane usava over-blowing (técnica que é usada em instrumentos de sopro, trocando a direção e/ou a força do ar para alcançar alturas diferentes de sons) em certos momentos da música, Sander optava em usar nos solos inteiros, resultando em um chiado gritante constante em um patamar alto do instrumento. Quanto mais Coltrane tocava com ele, mais tendia ao som único de Sanders. John Gilmore foi também uma grande influência no último período de Coltrane. Após escutar uma performance de Gilmore, Coltrane disse "Ele conseguiu! Gilmore tem o conceito!". Ele recebeu algumas lições informais de Gilmore também.
No final de 1965, Coltrane costumava ampliar seu grupo, com Sander e outros músicos de free jazz. Rashied Ali se juntou ao grupo como um segundo baterista. Este foi o fim do quarteto clássico; alegando ser incapaz de escutar a si mesmo com dois bateristas, Tyner deixa o grupo logo após as gravações de Meditations. Jones sai no começo de 1966, insatisfeito por ter que dividir a bateria com Ali. Após a morte de Coltrane, tanto Tyner quanto Jones expressaram em entrevistas aborrecimento com as novas direções musicais, enquanto incorporavam algumas das formas intensas do free jazz em seus projetos solo.
Em 1965, Coltrane talvez tenha usado LSD - instruindo-o ao sublime, a transcendência cósmica em seu período final, além de sua incompreensibilidade para muitos ouvintes. Após as saídas de Jones e Tyner, Coltrane lidera um quinteto com Pharoah Sanders no saxofone tenor, sua nova esposa Alice Coltrane no piano, Jimmy Garrison no baixo e Rashied Ali na bateria. Coltrane e Sanders foram descritos por Nat Hentoff como falando em sua "própria língua". Enquanto faziam turnês o grupo ficou famoso por tocar versões muito longas de seu repertório, alcançando cerca de 30 minutos de duração e às vezes uma hora. Os solos dos membros tinham, no mínimo, duração de 15 minutos cada.
Apesar do radicalismo dos saxofones, a seção rítmica com Ali e Alice era mais calma, mais meditativa que Jones e Tyner. O grupo pode ser escutado em várias gravações ao vivo de 1966, incluindo Live at the Village Vanguard Again! e Live in Japan. Em 1967, Coltrane entrou em estúdio várias vezes; apesar de terem surgido peças com Sanders (a incomum "To Be", em que ambos tocam flauta), a maioria das gravações foram feitas ou com o quarteto menos Sanders (Expressions e Stellar Regions) ou em dueto com Ali. Este último dueto produziu seis interpretações que aparecem no álbum Interstelar Space.

### Morte prematura
Coltrane faleceu em decorrência de um câncer do fígado no Hospital Huntington em Long Island - Nova Iorque, em 17 de julho de 1967 com 40 anos de idade. Numa entrevista em 1968, o saxofonista Albert Ayler revelou que Coltrane estava consultando um curandeiro hindu para se tratar, ao invés de usar a medicina ocidental, fato negado mais tarde por Alice Coltrane. Em ambos os casos, no entanto, o tratamento convencional seria inútil.
Especula-se que a família de Coltrane esteja de posse de diversas peças inéditas do músico. A maioria seriam fitas em mono, de referências que o saxofonista teria feito, como o lançamento em 1995 de Stellar Regions, além de master tapes que nunca saíram do estúdio. O selo Impulse!, de 1965 a 1979 conhecido como ABC Records, lançou grande parte desse material na década de 70. Já em 2018, fora lançado o novo álbum Both Directions at Once: The Lost Album. O biógrafo Lewis Porter declarou que Alice Coltrane (que faleceu em 2007) pretendia lançar essas músicas mas, o seu filho Ravi Coltrane, responsável por rever o material, pretendia dar mais prioridade à sua carreira, pelo que (ainda) não foram lançadas.
Foi sepultado em Pinelawn Memorial Park, Condado de Suffolk, Nova Iorque no Estados Unidos.

## Crenças Religiosas
Coltrane nasceu e cresceu como cristão, e sempre esteve em contato com religião e espiritualidade na infância. Quando jovem, ele tocava música em uma igreja afro-americana. Em A Night in Tunisia: Imaginings of Africa in Jazz, Norman Weinstein cita o paralelo entre a música de Coltrane e sua experiência na igreja.
Em 1957, Coltrane começa a mudar suas direções espirituais. Dois anos antes, ele tinha se casado com Juanita Naima Grubb, uma muçulmana convertida (para quem ele mais tarde escreveria a peça "Naima"), e assim teria tido contato com o Islão, uma experiência que talvez o tenha levado a superar seu vício pelo álcool e pela heroína; foi um período de "despertar espiritual" que o ajudou a voltar à cena do jazz e eventualmente produzir grandes obras. A jornada o levou através do Islão. O baixista Donald Garrett disse certa vez a Coltrane: "Você tem que ir à fonte para aprender algo, e o Sufismo é uma das melhores fontes que há".
Coltrane também explorou o Hinduísmo, a Cabala, Jiddu Krishnamurti, ioga, matemática, ciências, astrologia, história da África e até Platão e Aristóteles. Ele diz: "Durante o ano de 1957, eu experimentei, pela graça de Deus, um despertar espiritual o qual me guiou a uma rica, abundante e produtiva vida. Em gratidão, eu humildemente pedi que me fossem dados os meios e privilégios de fazer os outros felizes através da música. Em seu álbum de 1965, Meditations, Coltrane escreveu sobre ajudar pessoas: "...Para inspirá-los a realizar mais e mais de suas capacidades para viverem vidas significativas. Porque esse é certamente o sentido da vida".
Em outubro de 1965, Coltrane grava Om, referindo-se ao mantra mais importante do Hinduísmo que simboliza o infinito de todo o Universo. Coltrane descreve Om como a "primeira sílaba, a palavra primal, o poder da palavra". A gravação de 29 minutos contém cantos de Bagavadguitá, um épico Hindu. Uma gravação de 1966, lançada postumamente, apresenta Coltrane e Sanders cantando um texto Budista, O Livro Tibetano dos Mortos, e recitando uma passagem descrevendo a verbalização primal "om" como um denominador comum cósmico/espiritual em todas as coisas.
A jornada espiritual de Coltrane foi entrelaçada com sua pesquisa no mundo da música. Ele acreditou não somente na estrutura da música universal que transcendia distinções étnicas, mas capaz de armar a linguagem mística da música por si só. Os estudos de Coltrane com música Indiana o levaram a crer que certos sons e escalas poderiam "produzir sentidos emocionais específicos" (impressões). De acordo com Coltrane, o objetivo de um músico era entender estas forças, controlá-las, e passá-las para o público. Coltrane disse: "Eu gostaria de levar para as pessoas algo como a felicidade. Eu gostaria de descobrir um método que, se eu quisesse que chovesse, chovesse imediatamente. Se um de meus amigos estivesse doente, eu gostaria de tocar uma certa música e curá-lo; se ele estivesse falido, tocaria uma música diferente e ele receberia imediatamente todo o dinheiro de que precisasse."

## Legado

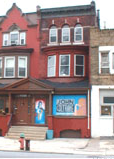
John Coltrane House

Embora alguns ouvintes de jazz ainda considerem os últimos álbuns de Coltrane contendo um pouco de cacofonia, muitas de suas últimas gravações - entre elas Ascension, Meditations e a póstuma Interstellar Space são largamente consideradas obras-primas.
A música modal de Coltrane e seu período no Village Vanguard foi a principal influência no que seria a primeira gravação de jazz-rock fusion, a música "Eight Miles High" do grupo The Byrds em dezembro de 1965. Algumas outras inovações seriam incorporadas no movimento fusion, mas com uma diminuição do fervor espiritual.
A influência a qual Coltrane exerceu abrange muitos gêneros de músicas e músicos. Por exemplo, Jimi Hendrix, John McLaughlin, Carlos Santana, Primal Scream, Jah Wobble, Tom Verlaine, Allan Holdsworth, Jerry Garcia, The Stooges, The Doors, Erykah Badu, Mike Watt, Phil Lesh, OutKast, Christian Vander e Duane Allman citaram Coltrane como inspiração em seus trabalhos.

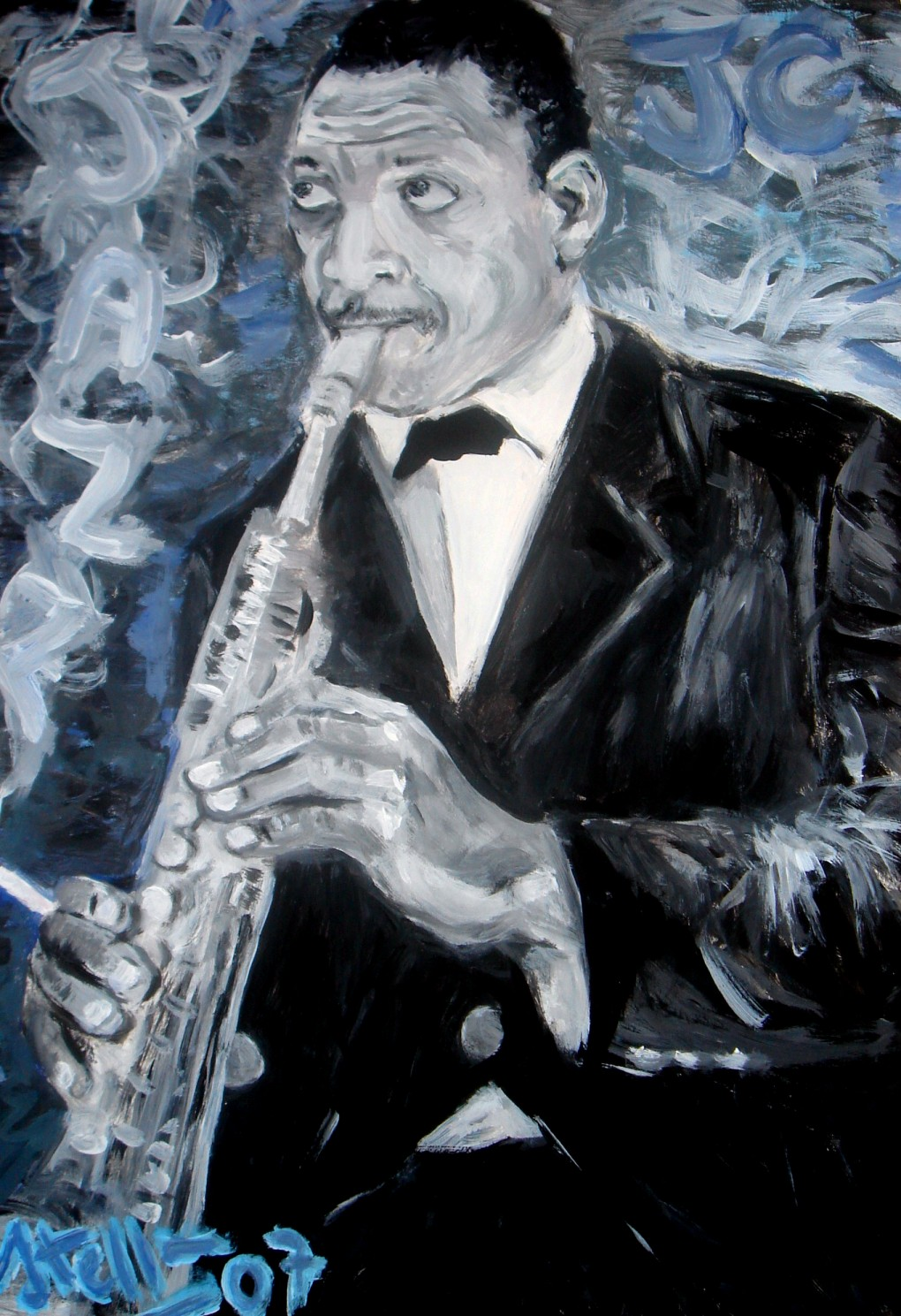
Retrato de John Coltrane feito por Paolo Steffan (2007).

A influência maciça de Coltrane no jazz, tanto no mainstream e avant-garde, começou durante sua vida e continuou crescendo mesmo depois de sua morte. Ele é uma das maiores saxofonistas de jazz influentes no pós-60 e inspirou uma geração inteira de músicos de jazz. Em 1965, ele entrou para o Down Beat Jazz Hall of Fame, e foi postumamente premiado com o Grammy Lifetime Achievement Award em 1992.
A viúva, Alice Coltrane, após décadas de reclusão, ganhou brevemente um perfil público antes de sua morte em 2007. O filho de Coltrane, Ravi Coltrane, nome dado em homenagem ao tocador de sitar Ravi Shankar que Coltrane admirava, seguiu os passos do pai e é um notável saxofonista contemporâneo.

A Igreja Ortodoxa Africana Saint John Coltrane, uma Igreja Ortodoxa Africana em São Francisco, considerou em 1971 Coltrane como um santo. Incorporando a música de Coltrane com suas letras e orações.

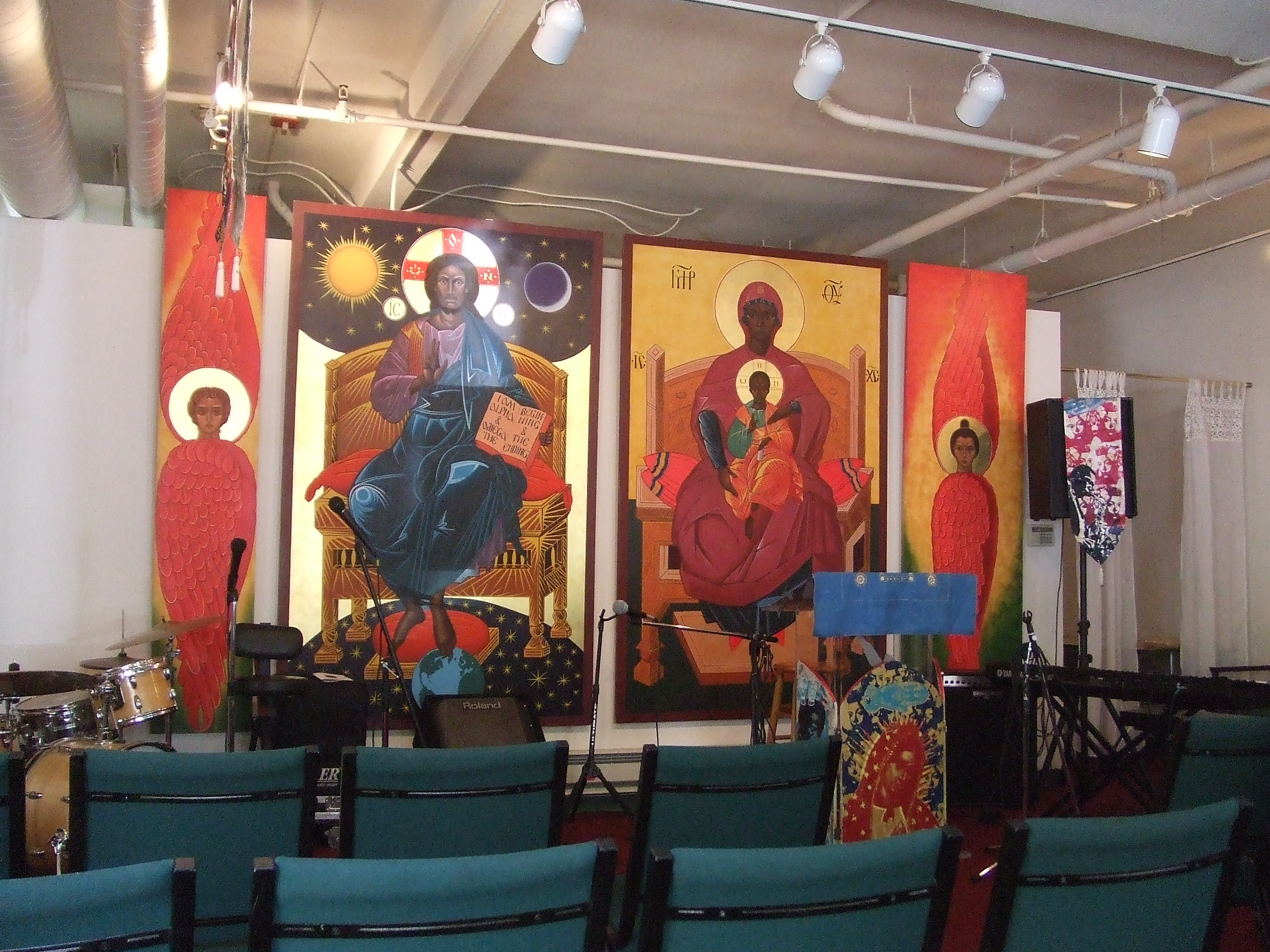
Vista de dentro da Igreja Ortodoxa Africana Saint John Coltrane em São Francisco.

Um documentário sobre Coltrane, falando sobre a igreja, foi produzido pela BBC em 2004 apresentado por Alan Yentob.
Sua casa na Filadélfia foi designada patrimônio histórico em 1999.

## Discografia
Durante sua carreira relativamente breve, Coltrane gravou mais de 100 álbuns, tanto ao vivo como em estúdio, ou como líder ou sideman (integrante de um grupo com posição secundária, sem o liderar), criando um dos mais variados e profundos trabalhos musicais do século XX. A maior parte dos trabalhos de Coltrane foi gravado para os selos Prestige, Atlantic e Impulse!. Entre os outros selos que Coltrane gravou como líder, o mais notável foi o Blue Note, para o qual ele gravou o famoso álbum Blue Train. Seus últimos trabalhos, particularmente gravações ao vivo, foram lançados por outros selos. A maioria de suas gravações como sideman foram feitas ao lado de Miles Davis e seu quinteto. A maioria foi coletada em caixas pela Columbia Records, mas o quinteto também fez uma série de importantes gravações para a Prestige Records.